# Panorama (альбом La Dispute)
Panorama — четвёртый студийный альбом группы La Dispute. Он был издан 22 марта 2019 года на лейбле Epitaph Records.

## История создания
На создание альбома, вокалиста Джордана Драйера, вдохновила его поездка с другом из родного дома в Ист-Хиллз Гранд-Рапидс в Лоуэл Мичиган, где они выросли.

## Рецензии
| Совокупная оценка | Совокупная оценка |
| Источник          | Оценка            |
| ----------------- | ----------------- |
| Metacritic        | 82/100            |
| Оценки критиков   |                   |
| Источник          | Оценка            |
| Pitchfork         | 7.6/10            |

Wall of Sound оценили альбом на 5/5, заявив, что «La Dispute преодолели самих себя, создав непоколебимый шедевр, новую веху в красоте и отчаянье».

## Список композиций
| №                   | Название                       | Длительность |
| ------------------- | ------------------------------ | ------------ |
| 1.                  | «ROSE QUARTZ»                  | 1:05         |
| 2.                  | «FULTON STREET I»              | 4:41         |
| 3.                  | «FULTON STREET II»             | 4:59         |
| 4.                  | «RHODONITE AND GRIEF»          | 3:37         |
| 5.                  | «ANXIETY PANORAMA»             | 3:51         |
| 6.                  | «IN NORTHERN MICHIGAN»         | 4:04         |
| 7.                  | «VIEW FROM OUR BEDROOM WINDOW» | 4:05         |
| 8.                  | «FOOTSTEPS AT THE POND»        | 3:23         |
| 9.                  | «THERE YOU ARE (HIDING PLACE)» | 4:53         |
| 10.                 | «YOU ASCENDANT»                | 7:15         |
| Общая длительность: | Общая длительность:            | 41:53        |

Примечание
- Все названия треков записаны заглавными буквами: «Rose Quartz» стилизован как «ROSE QUARTZ».

## Участники записи
La Dispute
- Джордан Дрейер — вокал, текст
- Чэд Стеринбург — гитара, труба, синтезатор
- Адам Весс — бас-гитара, гитара, бэк-вокал, арт-директор
- Кори Строффолино — гитара
- Бред Вандер Ладжт — ударная установка, перкуссия, клавишные, синтезатор

Дополнительный персонал
- La Dispute — продюсер
- Уил Ип — продюсер, звукорежиссёр, микширование
- Эмили Лазар — мастеринг
- Винс Ратти — микширование
- Виктор Москера — арт-директор
- Ник Стейнхардт — графический дизайнер
- Крис Олгуд — ассистент

## Чарты
| Чарт (2019)                   | Позиция |
| ----------------------------- | ------- |
| Германия (Offizielle Top 100) | 76      |